# Антверпенський собор
Антве́рпенський собо́р, або Антве́рпенський катедра́льний собо́р Ді́ви Марі́ї (нід. Onze-Lieve-Vrouwekathedraal) — католицький катедральний собор в Антверпені, Бельгія. Храм Антверпенської діоцезії. Споруджений у 1352—1521 роках. Названий на честь Діви Марії. Вважається «незавершеним». Пам'ятка готичної архітектури. Будівлю спроєктували архітектори Жан та Петер Амелі. Містить низку картин Рубенса, Вена, Бакера і Воса. Постраждав під час пожеж 1434 і 1533 років, іконоборства в Західній Європі (Іконоборське повстання в Нідерландах 1566 року), а також від обстрілів у роки Французької революції. Тривалий час не реставрувався. Соборна дзвіниця — бефруа, разом з багатьма іншими пам'ятками архітектури цього типу, входить до списку об'єктів Світової спадщини ЮНЕСКО.

## Статус
Антверпенський собор — головний катедральний собор Антверпена, один з найбільших храмів римо-католицької церкви. Собор здавна є символом міста, пам'яткою середньовічної та готичної культури. Він є найвищим собором у Бельгії, а також має найвищу церковну вежу Бенілюксу (123 метри). Його силует видно здалеку з будь-якої точки міста і він давно вже став невіддільною частиною міського пейзажу. Церква Пресвятої Діви Марії (теж, що і Антверпенський собор) носить статус кафедрального собору в 1559-1803, і з 1961 понині. Дзвіниця вежі собору є однією з 56 дзвіниць у Франції та Бельгії, включених до списку Світової спадщини ЮНЕСКО ID 943—002. Всередині собору знаходяться два шедеври фламандського живопису XVII століття, що також входять до Списку всесвітньої спадщини: «Воздвиження Хреста Господнього» і «Зняття з хреста», пензля Рубенса.

## Історія
Перший камінь цієї готичної церкви було закладено в XIV столітті й лише два століття пізніше роботи було завершено. Там, де зараз стоїть кафедральний собор, з IX до XII століття знаходилася невелика каплиця Божої Матері, яка набула статусу парафіяльної церкви в 1124. Протягом дванадцятого століття каплицю замінила велика романська церква (завдовжки 80 метрів і завширшки 42 метри). Тільки після розкопок, проведених у 80-х роках минулого століття, з'ясувалося, як виглядала церква-попередниця. На жаль, від колишнього інтер'єру не залишилося майже нічого.
У 1352 розпочалося будівництво нового собору, якому судилося стати найбільшою готичної церквою Бельгії і, водночас, найбільшим готичним костелом в Нідерландах. Першим будівельником храму був майстер Жан Амель з графства Булонь. Зодчий присвятив цій споруди сорок років життя, але помер, так і не побачивши собор добудованим хоча б на чверть, і заповів свою справу синові Петеру. Будівельники змінювали один одного — Жан Так, майстер Еврар, Герман ван Вагемакере, його син Домінік. Собор будувався повільно, неквапливо, вбираючи в себе риси нових епох.
На початку за планом споруда мала бути увінчаною двома вежами рівної висоти, але задумане не вдалося здійснитися. У 1521 нова церква Діви Марії була готова. Спорудження південної вежі досягло лише третього ярусу. Будівництво храму було закінчено після майже 170 років будівництва. Однак собор будувався набагато довше. Загалом будівельні роботи тривали більше двохсот п'ятдесяти років — у 1352-1616 і навіть досі його вважають недобудованим.
У ніч з 5 на 6 жовтня 1533 новий храм був сильно пошкоджений пожежею, що знищила велику частину будівлі. Тому завершення другої вежі велося з запізненням, яке надалі призвело до її відтермінування, як виявилося, назавжди — вона наполовину менша північної, і її увінчує невисокий шпиль.
Церква стала кафедральним собором Антверпенської єпархії тільки в 1559, але втратила цей статус з 1801 (після конкордату 1801 року або Конкордату Наполеона) і знову була відновлена в цьому статусі тільки з 1961. Під час іконоборства 20 серпня 1566 (яке припадало на початок Вісімдесятирічної війни), протестанти знищили більшу частину інтер'єру собору. Пізніше, в 1581, під час протестантської адміністрацій, багато церков Антверпена зазнало конфіскації майна. Ці заходи не обійшли й головного собору. Велику кількість художніх скарбів було зруйновано, видалено або продано. Влада Римсько-католицької церкви була знову відновлена в 1585 з падінням Антверпена.
У 1794 французькі революціонери, які захопили область, розграбували Антверпенський собор та завдали йому серйозної шкоди. Приблизно в 1798 французька адміністрація мала намір знести будівлю, але ця ідея була скасована указом самого Наполеона. У 1816 до собору з Парижа було повернуто ряд важливих творів мистецтва, викрадених з нього раніше, в тому числі три шедеври Рубенса. Протягом усього XIX століття храм був повністю відновлений.
Останні реставраційні роботи собору проводилися в 1965-1993. За цей час була проведена велика робота зі збереження унікальної архітектури та інтер'єру будівлі. Врешті вдалося зберегти його неповторний вигляд.

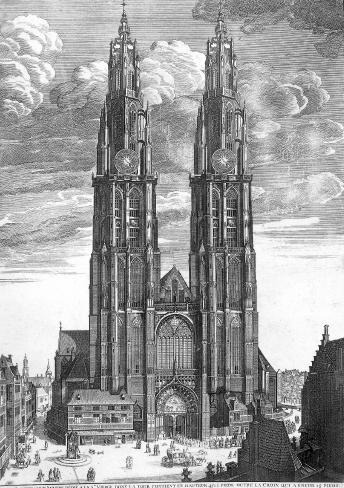
Ілюстрація завершеного собору (XVIII століття)
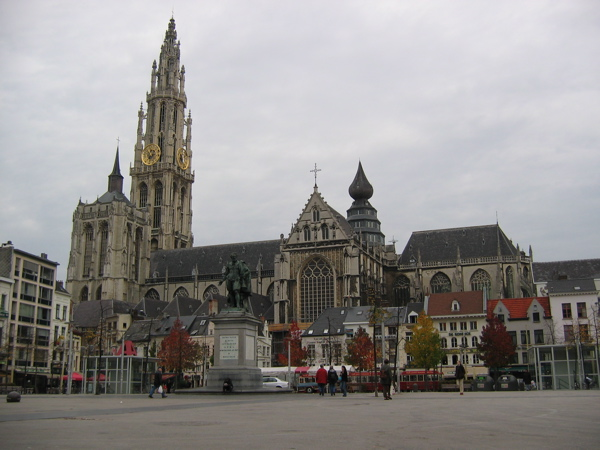
Вид собору з боку «Зеленої площі» (на передньому плані пам'ятник Рубенсу)
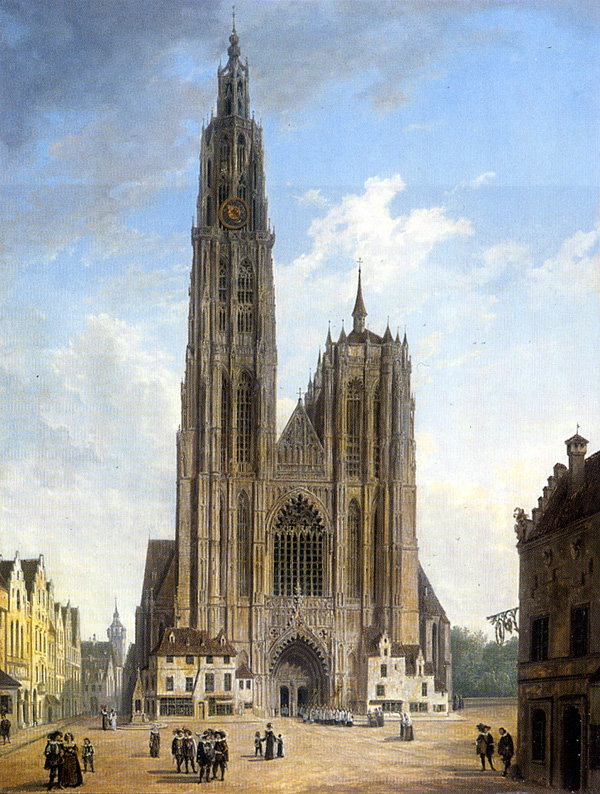
Антверпенський собор пензля Йоганна Доменіка Квальо, 1820

## Музична історія собору
У 1382 засновано хор собору, який за свою історію зробив великий внесок в розвиток музичної життя Бельгії. Один з видатних композиторів XV століття Йоганнес Окегем в 1443 служив у соборі вікарієм, а потім у 1492-1497 цю посаду обіймав інший нідерландський композитор Якоб Обрехт. Найвідомішими органістами собору були Генрі Бредемерс (1493-1501), який згодом став вчителем дітей Філіппа Красивого, а також англійський композитор Джон Буль (1615-1628), який втік у Фландрію, ховаючись від правосуддя в своїй країні. Відомо також, що він пропрацював органістом собору аж до своєї смерті. Багато інших менш відомих, але місцево значущих композиторів, таких як Якобус Барбірей і Андреас Певернег, також працювали в соборі.

### Органи

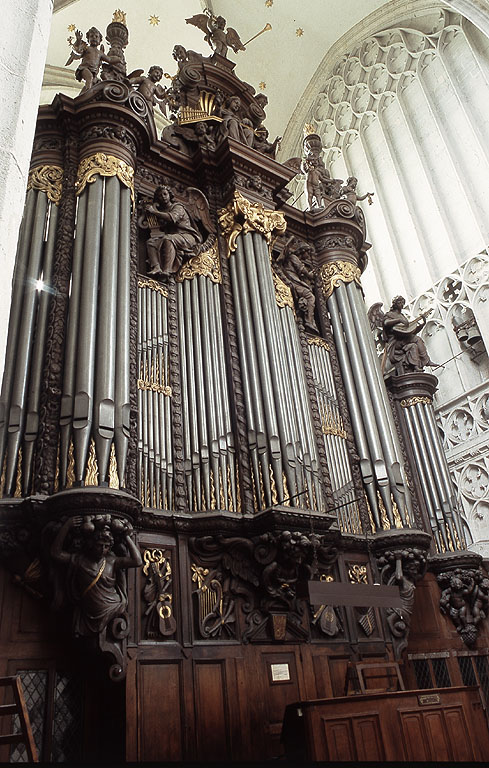
Головний орган собору

Антверпенский Кафедральний Собор має два основних орга́ни. Головний орган «Schyven-orgel», стоїть на службі собору вже 130 років поспіль. Його було придбано на пожертву пані Марії Еухеніо Кемпенер, після її смерті 20 лютого 1878 року, яка заповіла собору суму 150 000 франків. 18 травня 1889 року був підписаний договір з Брюссельською фірмою Schyven Walcker & Cie про будівництво та встановлення органу. Згодом орган був названий на честь фірми-виробника. Роботи над органом були завершені і вже в жовтні 1891 року він використовувався для церковних служб.
Орган має довжину 10 метрів і займає простір в три поверхи. До його складу входять 90 регістрів. Протягом всього часу орган кілька разів налаштовували і реставрували, але більшість його деталей все ще оригінальні. У 1986 проводилося його останнє ретельне очищення і великі реставраційні роботи. Для Антверпенського собору Schyven-orgel є одним з інструментів першого порядку. Крім того собор має новий орган, побудований у необароковому стилі фірми Metzler з Швейцарії (1993).
Сьогодні обслуговування обох органів ведеться двома молодими органістами з Синт-Нікласа Петером Ван де Вельде і Етьєнном де Мунком.

### Хор Антверпенського собору

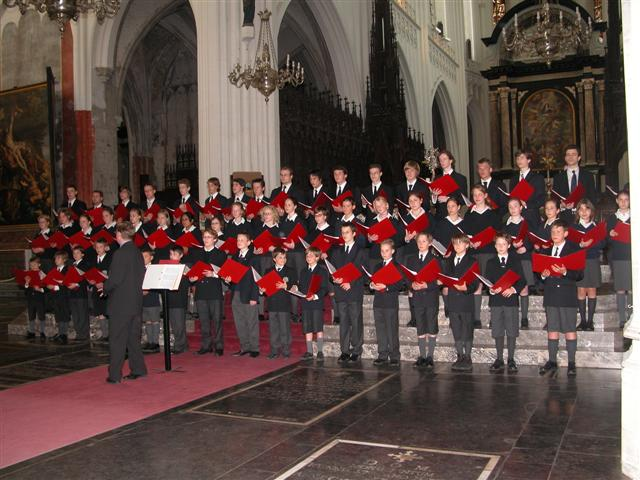
Хор собору (травень 2005)

Хор собору заснований в 1382. Протягом сотень років історії собору, хор існував і розвивався, не припиняючи свою діяльність навіть під час воєн. Після деякої перерви, в 1927 хор відновив цю традицію і в своїй нинішній формі існує як «Хор хлопчиків Антверпенського Кафедрального Собору» або «Хор собору Діви Марії».
З 1971 діє також і дорослий хор.
У 1985 було засновано хор дівчаток.
Хор хлопчиків та хор дівчаток проводить співи разом або по черзі майже кожної неділі о 10:30 ранку на месах єпархії Антверпенського собору і також регулярно дає святкові концерти на відкритому повітрі. Щорічно в липні проходять гастролі обох хорів за кордоном.

## Відгуки сучасників
На початку XVI століття будівництво Антверпенського собору, нарешті, було закінчено, і його величний силует з химерною вежею в стилі полум'яніючої готики запанував над містом. Дивовижний дзвін сорока дзвонів Антверпенського собору і його висота вражали сучасників. Свого часу Карл V, імператор Священної Римської імперії, дивувався пишністю шпиля собору. Наполеон порівнював шпиль собору з брабантським мереживом.
Знаменитий німецький художник Альбрехт Дюрер, що побував в Антверпені саме в ту пору, коли будівництво собору добігало кінця, записав у своєму щоденнику:
|  | Церква Діви Марії в Антверпені надзвичайно велика, настільки, що там одночасно проводиться багато служб, і вони не збивають одне одного. І там постійно відбуваються розкішні святкування, запрошують найкращих музикантів, яких тільки можна дістати. У церкві багато священних зображень і кам'яного різьблення, і особливо гарна її вежа. |

Відома англійська письменниця Уїда, що відвідувала Бельгію в середині XIX століття, написала роман «Фландрський пес», що став пізніше культовим твором. У ньому також описаний сам собор. Завдяки роману зріс приплив туристів до Антверпена та інтерес до собору.

## Архітектура

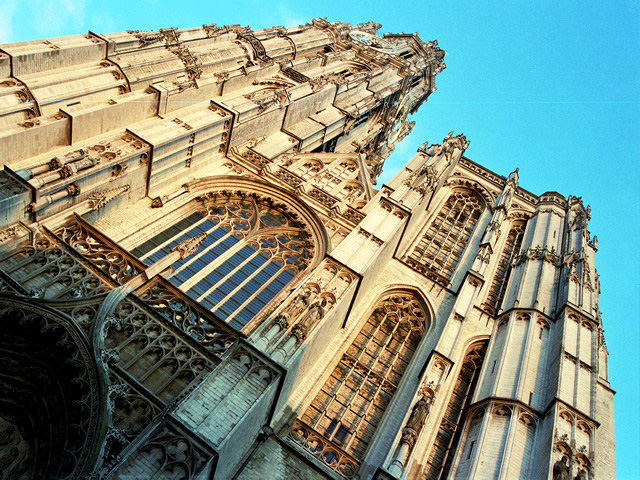
Західний фасад

Антверпенський собор — класичний готичний хрещатий храм, являє собою семинефну базиліку, яку перетинає трансепт.
Хрещатий храм, відомий ще як базилікальний — тип храму, чий план має перетин-хрест у вигляді поперечного нефа (трансепта) між основним нефом (фр. nef, від лат. navis — корабель) і хором. Момент з'єднання корабля (поздовжній неф) з трансептом називається латинським хрестом, часто увінчаний нервюрним (нервюр від фр. nervure — жилка, ребро, складка) або зірчастим склепінням.
Основна частина будівлі була споруджена у 1352-1521. При будівництві було використано переважно цеглу і білий камінь. Дах і перекриття робилися з міцної деревини, переважно з дуба. Перший хор було завершено в 1415. Після цього, одночасно з кораблем і трансептом були закладені основи обох веж. Повністю головний неф був завершений в 1487, хоча роботи над трансептом все ще тривали до 1495. Після цього протягом багатьох років південна вежа і перетин залишалися незавершеними. У будівництві собору також брав участь голландський архітектор Ромбут II Келдерманс.
Велика частина архітектурних елементів собору виконані на основі стилю зрілої, полум'яніючої «брабантської готики» і є новим типом в рамках цього стилю. Замість кругових колон з застосуванням коринфської капітелі тут використано профільовані пучкові стовпи без перерви між ребрами хрещатого зводу. Крім того, було опущено відділення дуги між нефами й зроблено особливо широкі проходи й трифоріум. Натомість є масверк, що знаходиться над арками поділу. Собор славиться своїм вражаючим фасадом із західного боку, багато в чому завдяки елегантній та імпозантній Північній вежі, яку видно з будь-якої частини міста.

### Вежі

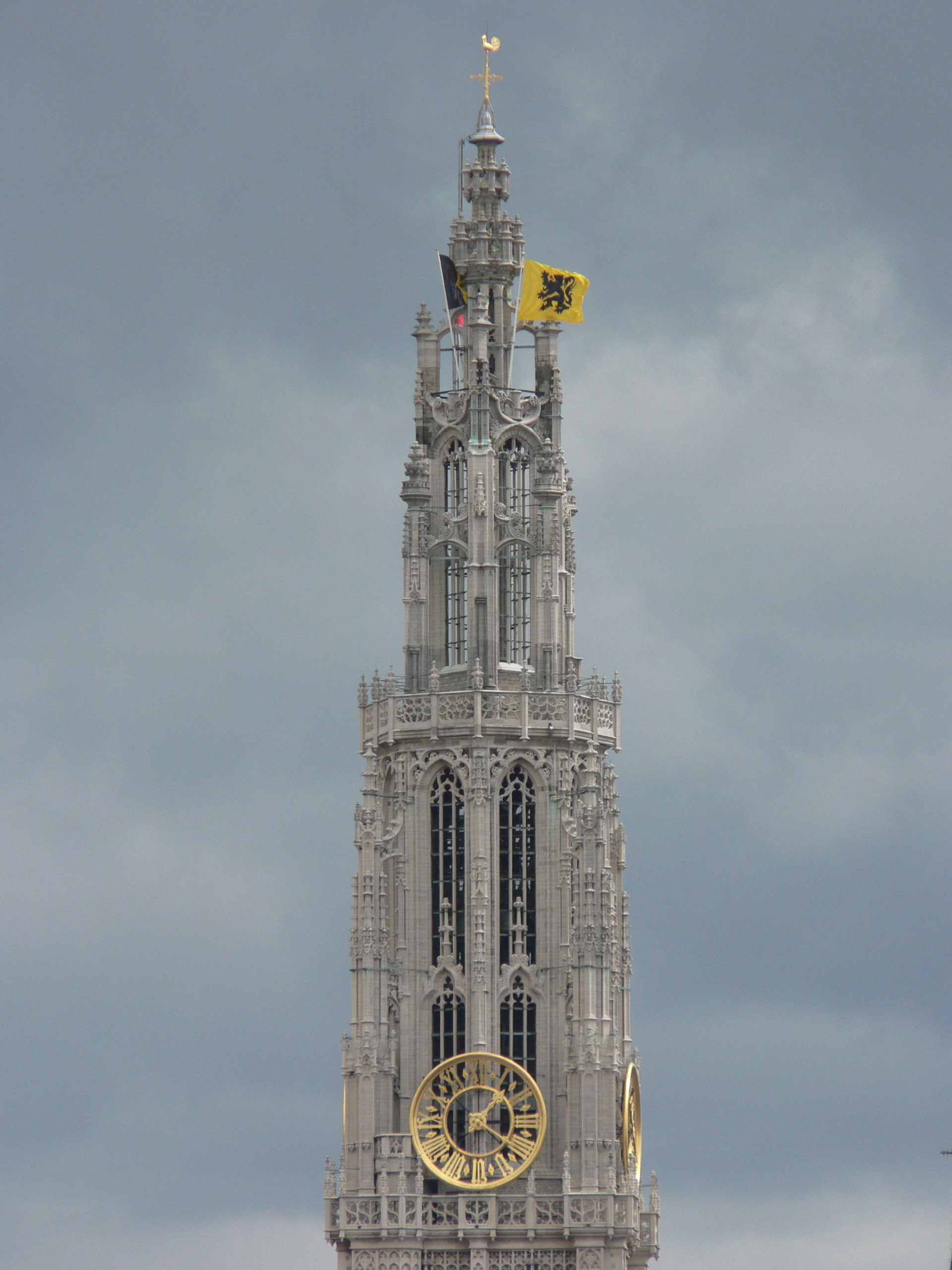
Велика північна вежа (вид з лівого берега річки Шельда)

Антверпенский Собор увінчаний трьома вежами. Найбільше враження справляє грандіозна Північна башта собору, яка в буквальному сенсі слова впирається у хмари. Вежу завершує восьмикутна надбудова з легким хрестом нагорі. Посередині вежі виблискує золотий циферблат годинника.
Північна Вежа заввишки 123 метри, є найвищою дзвіницею в країнах Бенілюксу і вважається шедевром пізньої готики. Вежа була побудована на кошти міста Антверпена. Її будівництво було завершено в 1518. У кінці XIX століття, проводилися перші відновлювальні роботи. Дзвіниця вежі налічує сорок дзвонів і карильйон. До дзвіниці в північну вежу ведуть однопролітні сходи, що налічують 515 сходинок, але є й службові сходи. Башта відкрита для відвідування щосереди з квітня до вересня. Екскурсії в башту проводяться під наглядом офіційних доглядачів вежі. Кожен фрагмент її інтер'єра недоторканний і перебуває під захистом.
Південна башта була запланована тієї ж висоти і мала бути симетричною щодо північної вежі. Її будівництво фінансувалося за рахунок приходу, але через відсутність грошей, воно так і не було закінчено. Південна башта так і залишається незавершеною, до цього дня вона наполовину менша північної, і її увінчує невисокий шпиль. Так чи інакше, жодна з двох башт не досягла висоти, зазначеної в планах.
Над середохрестям височить химерний купол вежі. Башта височить над трансептом собору, її оточує три поверхи вікон. Призначення цієї вежі у висвітленні темних просторів величезної будівлі, зокрема центрального нефа і хору.

### Інтер'єр

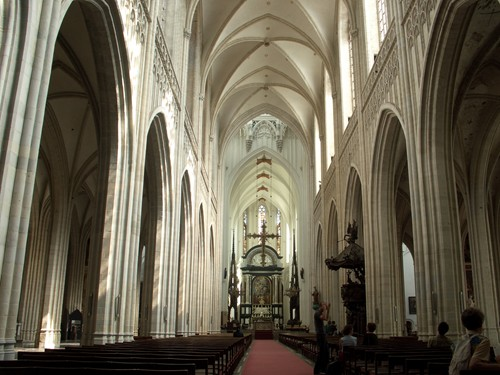
Неф Антверпенского собору

Антверпенский собор багаторазово ремонтувався і заново облаштовувався, вбираючи в себе риси нових епох. Від оригінального інтер'єру майже нічого не збереглося. Під час іконоборських повстань часів Реформації, багато усипальниць, могил і святинь було спаплюжено й зруйновано кальвіністами, внаслідок чого назавжди втрачено багато картин та реліквій. Від оригінального оздоблення залишилося тільки зображення Мадонни з мармуру XIV століття і кілька пізньоготичних фресок. Пізніше собор було відновлено в стилі бароко і через століття він знову досяг колишньої краси, тільки вже в неоготичному стилі. Інтер'єр церкви багато разів відтворювався заново і саме це робить її такою особливою: в церковних оздобах переплетені елементи різних стилів: готика, бароко, рококо, ренесанс і неоготика. Усередині собор наповнений світлом і вражає своєю величезністю і простором. Це враження зберігається навіть тоді, коли під час урочистих відправ він ущерть заповнюється людьми.
Інтер'єр Антверпенського собору суворий і урочистий. Розписи купола зроблено в 1647 майстром Корнеліусом Схютом. Архієпископська кафедра в пишному бароковому стилі створена скульптором Ван дер Воортом в 1713. Її прикрашає пишне різьблення: дерева, птахи, численні фігури, орнамент. Віконні вітражі, що зображають біблейські сюжети, виглядають так само розкішно, як і оздоблення вівтарів.
Головний вхід до собору позначений могутнім струнким порталом. Його прикрашає складний, в три яруси, рельєф «Страшний суд». У передній частині собору зображена сцена з Ковчегом Заповіту. Сам вівтар виконаний у стилі пізнього рококо, напроти нього зображена фреска Братства Святого Причастя. Передня ліва частина собору має ряд красивих темних панелей з дев'ятьма сповідальнями. Над ними зображені Дванадцять апостолів, що супроводжують дванадцять жіночих фігур. У частині купола каплиці знаходиться картина «Божої Благодаті», на честь якої було названо церкву в Антверпені. Деякі фрески були відновлені з початкових (до іконоборства 1566 року), інші повністю замінено. Собор має також кілька вітражів з релігійними зображеннями.
Для обслуговування найбільшого дзвону у вежі потрібно 16 дзвонарів. Західний вхід прикрашений статуєю місіонера Св. Вілліброда. Він, як вважають, міг перебувати в Антверпені в XVII столітті. Собор оточують численні капели, в яких поховані Антверпенские городяни, єпископи, державні діячі. Тут знаходиться мармуровий саркофаг єпископа Амброзіо Маріуса Капелло, бронзовий надгробок Ізабелли Бурбонської — дружини бургундського герцога Карла Сміливого. На території собору також знаходиться стела, багато прикрашена скульптурами, та скинія у формі Ковчега Завіту.
Сьогодні за визначену плату, можна відвідати внутрішні приміщення собору й оглянути всі твори мистецтва в його інтер'єрі. У центрі Антверпена є ще сувенірні крамниці, де можна придбати путівники та книжки про собор кількома мовами.

## Основні художні твори

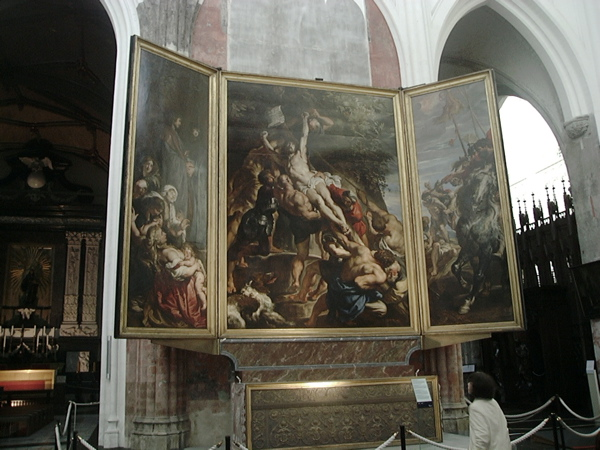
Триптих «Воздвиження Хреста Господнього», 1610 Рубенс. Антверпенський собор

У інтер'єр собору входять, як вважається, найкращі роботи фламандського художника Пітера Пауля Рубенса: монументальні полотна «Воздвиження Хреста Господнього», «Успіння Пресвятої Діви Марії» і «Воскресіння Христа». Вони були написані спеціально для Антверпенського собору. Особливим драматизмом і експресією вирізняється полотно «Зняття з хреста», що становить основу однойменного триптиха, написаного Рубенсом в 1612 після його повернення з Італії. У задній частині головного вівтаря знаходиться картина «Смерть Марії», місцевого майстра Абрагама Матісс.

### Картини
- «Воздвиження Хреста Господнього», 1610 (Рубенс)

Триптих. Дерево, олія; Розміри: 4,60×3,40 м для центральної панелі і 4,60×1,50 м для бічних панелей. Композиція була написана для головного вівтаря стародавньої церкви Св. Вольбурга. Передано собору в 1816.
- «Зняття з хреста», 1612—1614 (Рубенс)

Триптих. Основу становить монументальне полотно з однойменною назвою. Середня панель була закінчена в 1612, бічні панелі було додано згодом. Розміри: передня панель 4,21×3,11 м, дві бічні панелі 4,21×1,53 м. Це одна з найвідоміших картин майстра і один з найвизначніших шедеврів живопису бароко. Написана на замовлення ордену мушкетерів, покровителем якого є Святий Кристофер. (Його і зобразив художник на лівому краю композиції)
Ці обидві роботи було вилучено з собору і відвезено до Франції Наполеоном, але повернуто в храм в XIX столітті.
- «Воскресіння Христа», 1612 (Рубенс)

Триптих, менших розмірів, ніж інші. Розміри: центральна панель 1,38×1,98 м і дві бічні панелі 1,38×0,40 м. На замовлення сім'ї Моретус Плантін (знатних осіб Антверпена в той час) в композицію була внесена епітафія Яну і Мартіну — двом членам даної сім'ї. Названі персони були також зображені автором на бічній панелі триптиха.
- «Успіння Пресвятої Діви Марії», 1626 (Рубенс)

Полотно, олія. Розміри: 4,90×3,25 м. Полотно було використано як заміна старої вівтарної стіни, видаленої в 1581.

### Інші твори
- Залишки розпису Сцени обрізання. Анонім початку п'ятнадцятого століття (частина розпису на стіні каплиці біля входу в собор)
- «Смерть Марії», 1633 (Абрагам Матісс)

«Смерть Марії» або «Успіння Богородиці» (Марія є покровителькою собору). Живопис в задній частині церкви за вівтарем. Монументальне полотно (5×3,25 м) із серії, присвяченої Діві Марії («Внебовзяття Діви Марії» Рубенса (над вівтарем) і «Внебовзяття Діви Марії» у куполі (Корнеліус Схют)).
- «Внебовзяття Діви Марії», 1647 (Корнеліус Схют). Фреска в частині купола собору, що займає 5,8 м в діаметрі. Роботи над її створенням проводилися прямо під куполом на висоті 43 м. Ця фреска дає глядачеві враження, що купол просто неба.
- «Судний день» 1580 (Якоб де Бакер)

Триптих, написаний на згадку Крістофера Плантіна. Найбільше враження справляє центральна панель монументального полотна, зображуючи прихід Апокаліпсису.
- «Vera effigies» Лик Христа. (38×32 см) Живопис олією на білому мармурі, можливо є зразком німецької школи настінного живопису, яка охоплює період з кінця сімнадцятого століття.

### Скульптури

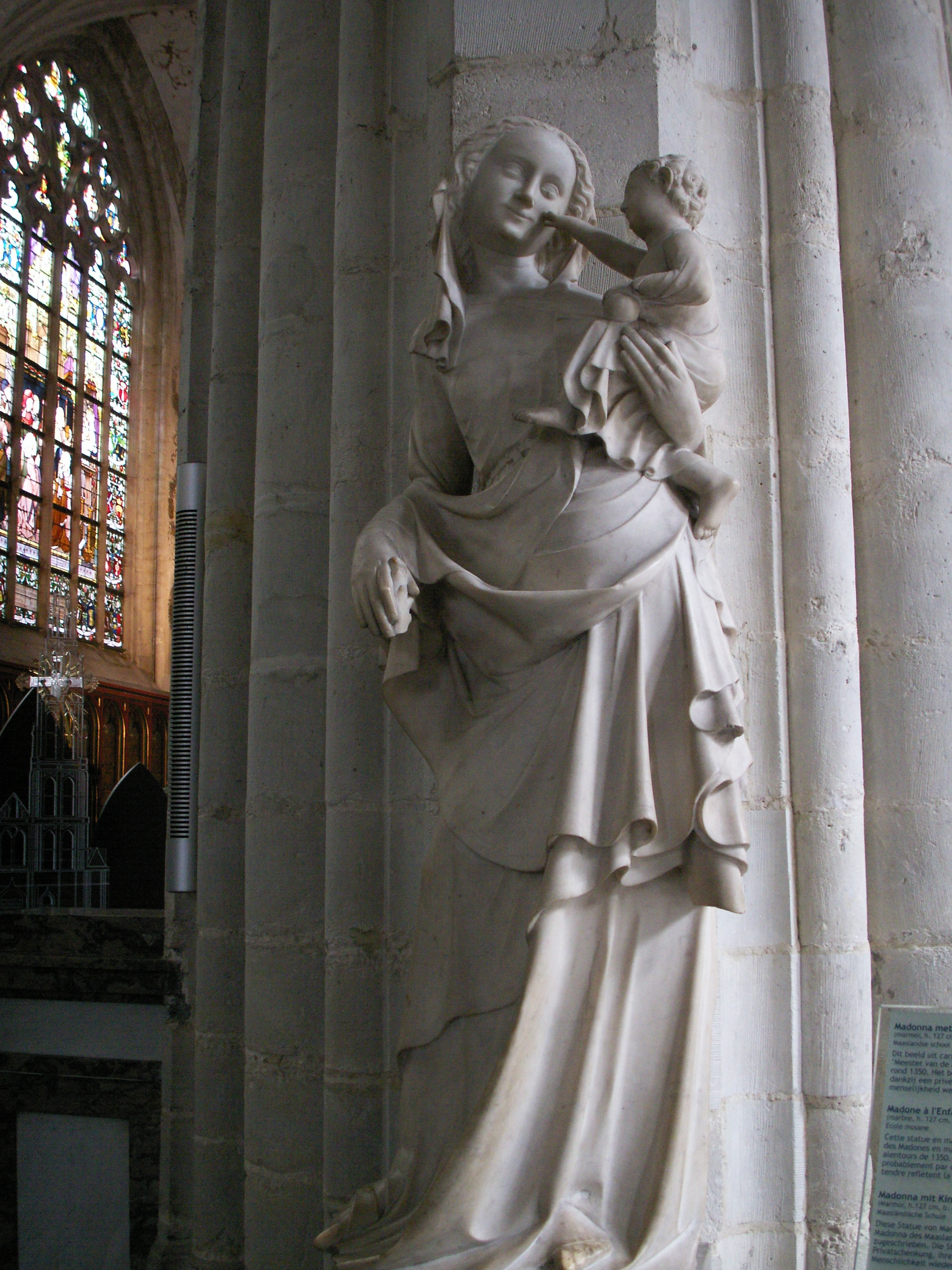
Скульптура «Мадонна з немовлям»

- Мадонна з немовлям з каррарського мармуру (1,27 м заввишки). Це анонімна робота знана як чудовий зразок готичної скульптури XIV століття і зокрема школи Мез (Маас). Походження цієї статуї пов'язане з «Майстернею Мармурових Мадонн провінції Маас», яка спеціалізувалася на виготовленні таких мармурових статуй і розташовувалася в 1350 на околицях Льєжа (приблизно в той час вона і була виготовлена). Статуя була встановлена в соборі в 1866.
- Дерев'яна скинія з мідно-золотим Ковчегом Заповіту в стилі пізнього рококо, покритим барельєфами прообразів Євхаристії. На вівтарі зображено Братство Святого Причастя (було замовлено самим Братством). Робота над скинією була виконана Гендріком Вебруггхеном Франсом (1654–1724) і Генріком Поттером II (1725–1781) під керівництвом Ігнатія Едуса Пікавета.
- Дев'ять сповідалень 1713 року (секції для них були доставлені з Цистерціанського абатства Сен-Бернар в Геміксеме (провінція Антверпен). Сповідальні були зібрані в теперішньому вигляді лише після Великої Французької Революції).

У період з 1682 по 1683, прелат Гільєм Керрік був відомим бондарем собору і керував «дегустацією вина» для нової вівтарної стіни. За його працями стало відомо про багато реліквій і цінностей собору, вивезених у всі округи, і за якими вдалося відшукати частину з них.
У 1798, в період французького панування, велика частина інтер'єру собору була розпродана на аукціонах і розійшлася в різні куточки Європи. У 1991 п'ять мармурових рельєфів були викуплені з аукціонного будинку Крістіс у Лондоні, в той же час у самій провінції Антверпен були куплені ще 2 фрагменти. Шоста і остання частина рельєфу була повернута собору вже у 1996.
Особливе значення має стародавня скульптура, знана як антверпенська Богоматір. Вона виготовлена з поліхромного горіха XVI століття і має висоту 1,80 метра. Сьогодні статуя супроводжується образом 4-х євангелістів на тлі земної кулі і місячного півмісяця.

## Технічні характеристики
- Висота (конструктивна): 120 м
- Максимальна висота (конструктивна): 123 м (така ж, як і у Солсберійського собору — найдавнішого і найбільшого собору Великої Британії; для порівняння висота Нотр-Дам де Парі: 96 м; Ульмського собору: 162 м — найвищий католицький собор у світі)
- Висота північної вежі: 123 м (Страсбурзький собор: 142 м; Кельнський собор: 157,38 м; Руанський собор : 151 м)
- Висота південної вежі: 65,30 м (Кельн: 157,31 м; Париж: 68,35 м; Руан: 75 м; Ам'єнський собор: 61,70 м)
- Кількість сходинок до шпиля: 515 (Кельнський: 509 (97,25 м); Ульмський: 768 (143 м))
- Висота склепінь: 27,5 м
- Висота центрального нефа: 40 м
- Довжина собору: 117 м (Собор Паризької Богоматері: 123 м)
- Ширина собору (конструктивна): 75 м
- Ширина нефа (конструктивна): 53,5 м
- Загальна довжина (зовні): 119 м
- Довжина центрального нефа: 117 м (Кельн: 144 м — найдовший неф в Німеччині і один з найдовших у світі; Париж/Руан: 60 м; Ам'єн: 133,50 м; Солсберійській: 134,7 м)
- Внутрішня довжина трансепта: 75 м (Париж: 48 м; Кельн: 85,4 м; Ам'єн: 67 м; Солсберійський собор: 21 м)
- Загальна ширина (ззовні): 76 м
- Ширина фасаду поперечного нефа: 21 м
- Внутрішня ширина подовжнього нефа: 53,5 м
- Ширина західного фасаду: 53 м / 54 м (Ульм: 61,60 м / 48,8 м (приблизно така ж у Кельнського і Солсберійського соборів), Париж: 43,5 м; Ам'єн: 48,78 м)
- Висота склепінь: 27,5 м (Кельнський собор: 43,35 м / 46,80 м — одна з найвищих)
- Висота фасаду поперечного нефа (стеля): 69,95 м
- Висота центр. вежі (на конику даху): 64,85 м (Кельн: 109,00 м; Париж: 96 м; Страсбург: 151 м; Ам'єн: 112,70 м; Солсберійський собор: 123 м)
- Висота гребеня даху (купол трансепту): 43 м
- Внутрішня висота середнього нефа: 33,5 м
- Висота проходів (арки): 28 м (Кельн: 19 м; Ульм: 20,55 м; Париж: 10,1 м / 10,5 м; Ам'єн: 19,7 м; Солсберійський: 11 м)
- Об'єм приміщення (без колон): 430 000 м³ (Кельн: 407 000 м³; Ульм: 190 000 м; Париж: 115 000 м³; Ам'єн: 200 000 м³; Солсберійський: 85 000 м³)
- Площа собору (заг.): 8 800 м² (Кельн: 7 914 м²; Ульм: 8 260 м²; Париж: 5 500 м²; Ам'єн: 7 700 м²; Солсберійський: 4 350 м²)
- Найбільша площа (всередині): 8 000 м²
- Площа вікон (приблизно): 8 500 м²
- Площа даху (приблизно): понад 10 000 м²
- Кількість вікон: 128 (55 вітражів) (Солсберійський собор: 365 — за кількістю днів року)
- Дзвонів: 49
- Загальна маса всіх дзвонів собору: 27 648 кг
- Найважчий дзвін «Karolus» (1507) важить 6 434 кг
- Кількість стовпів і колон: 125 (Париж: всього 75; Солсберійський собор: 195; інші — прибл. 120—130)
- Кількість нефів: 7
- Кількість постійних вівтарів: 57
- Кількість сидячих місць: 2 400
- Місткість (осіб): 25 000 (Ульмський і Кельнський собори: бл. 20 — 30 тис.; Париж: 9 000)

## Відвідування
Собор є однією з найважливіших пам'яток міста, а також улюбленим місцем відвідування туристів. Щорічно його відвідують близько 320 000 чоловік.

## Легенди і міфи навколо Антверпенського собору
Існує легенда, що в далекі часи на тому місці, де тепер стоїть Антверпен, височів замок злісного велетня Друона Антігона, який обклав всю округу непосильною даниною, а тим, хто не сплачував, відрубував руку. Так тривало доти, доки з'явився доблесний воїн Сільвій Брабо, який викликав велетня на бій, відрубав йому руку і кинув її в річку Шельду. Звідси, як розповідають, і пішла назва міста — «Кинути руку». З високої каплиці Антверпенського собору добре видно річку і невеликий постамент на честь Сільвія Брабо.
Покровителькою міста здавна вважалася Діва Марія, і головна святиня міста — стародавня статуя Мадонни — довгі століття зберігалася в маленькій каплиці на міській площі. І саме ця статуя залишилася єдиною незайманою під час лихоліття і пограбувань храму. Багато хто вірить, що за свій «чудесний» порятунок статуя, як і собор, зобов'язана своїй покровительці. Щодо цього є переказ, що поки статуя ціла і на своєму місці, то й місто буде в безпеці.

## Галерея

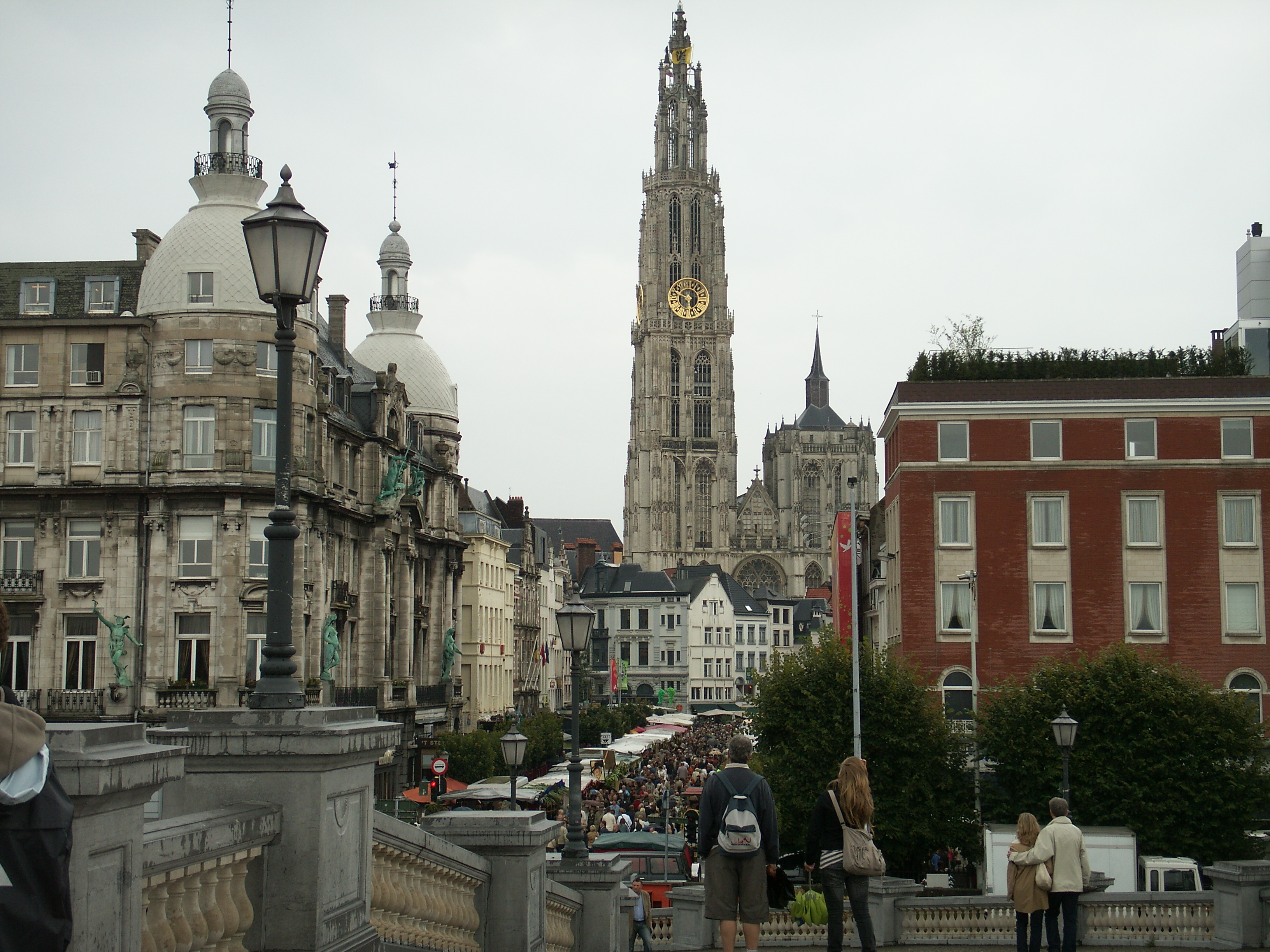
Вид з однієї з центральних вулиць
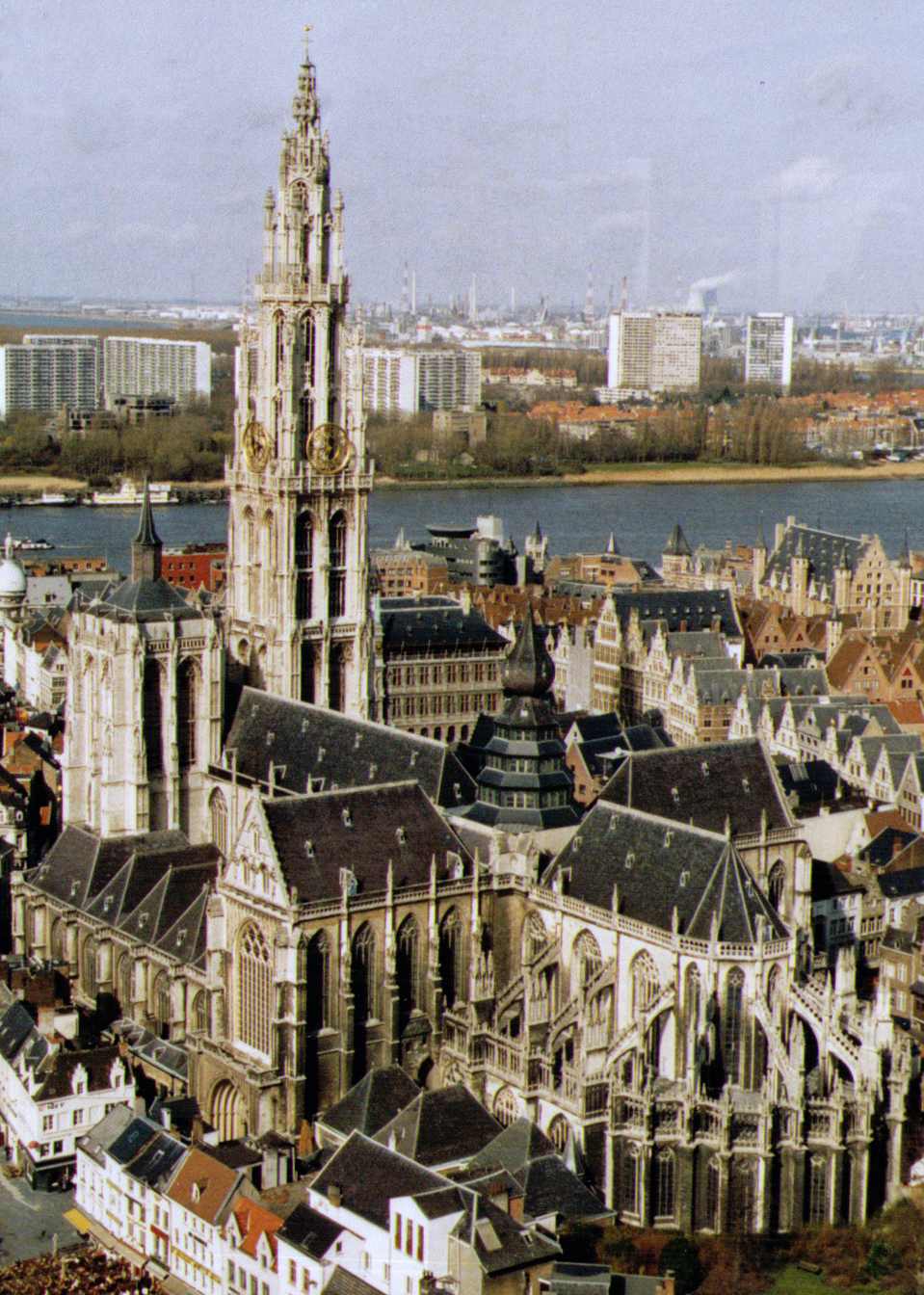
Вид із висоти пташиного польоту
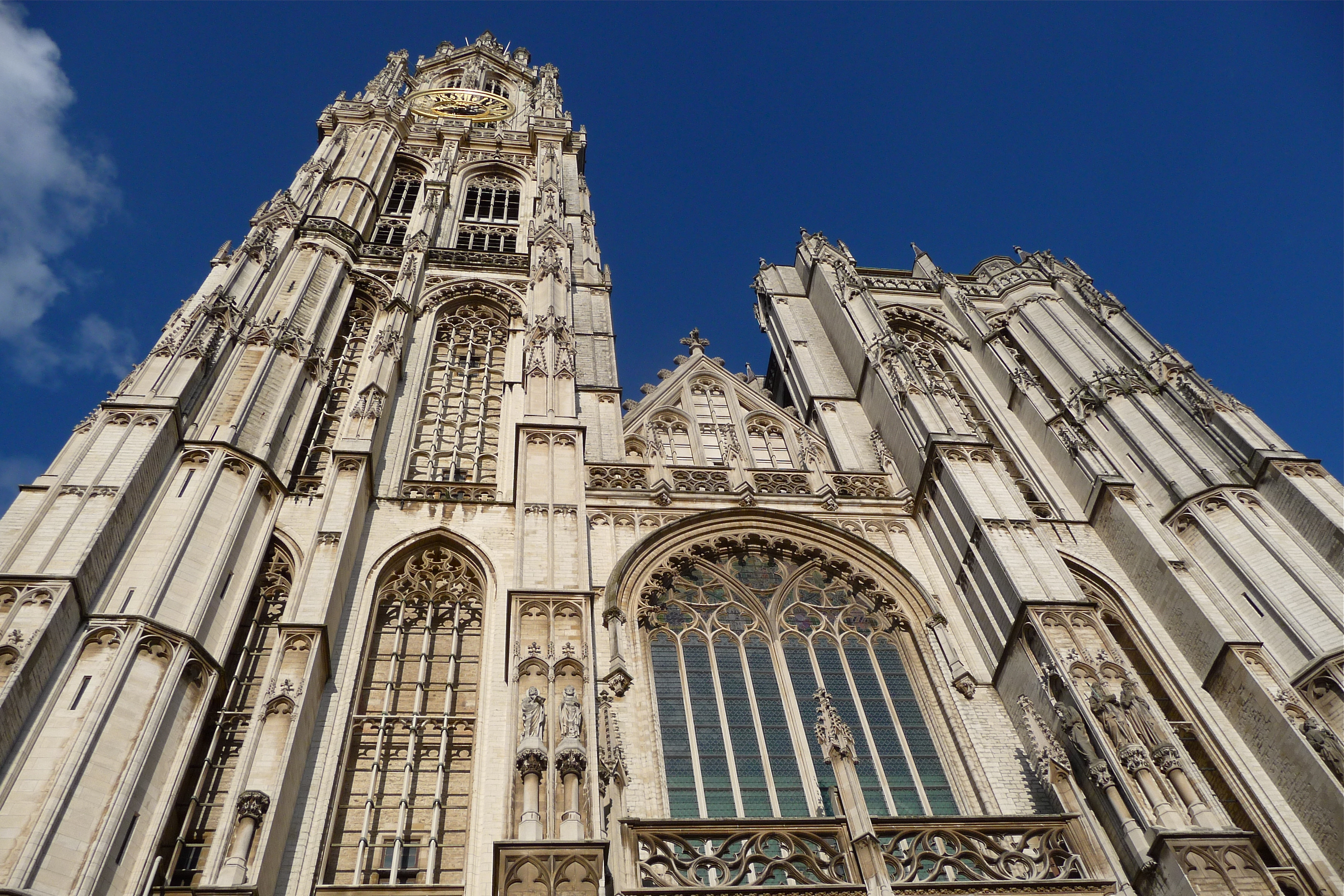
Фасад собору
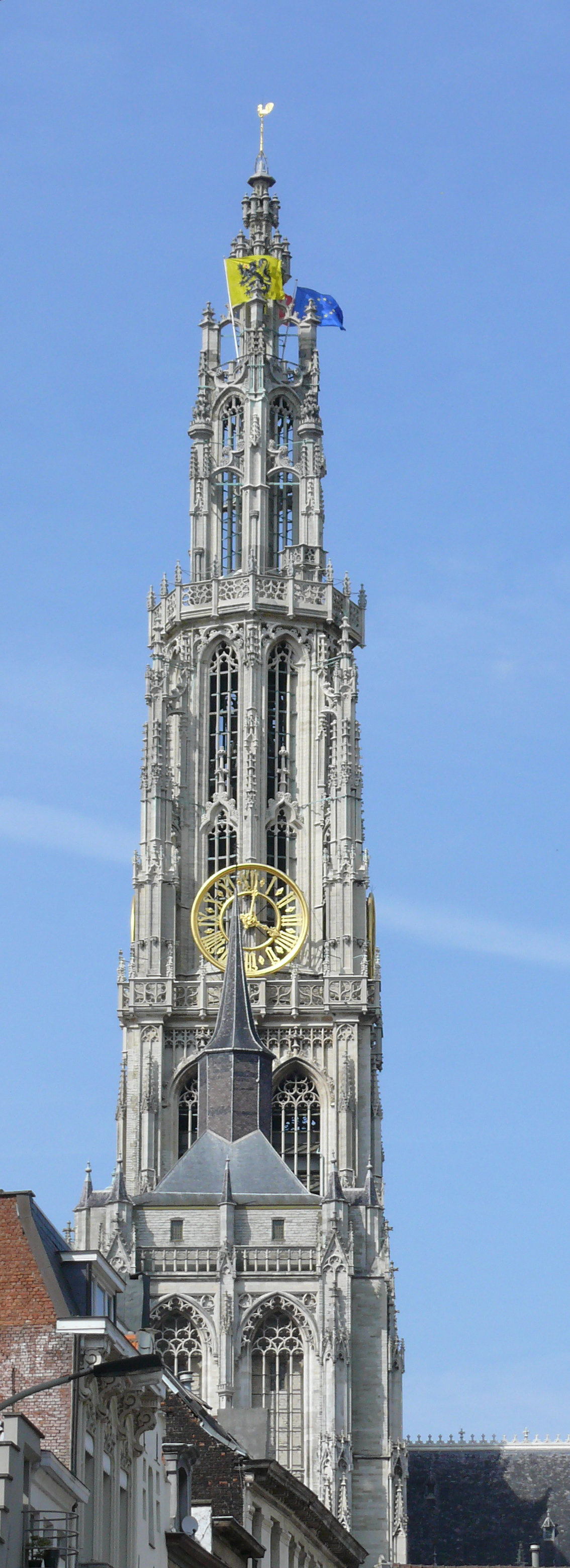
Вид з південного боку
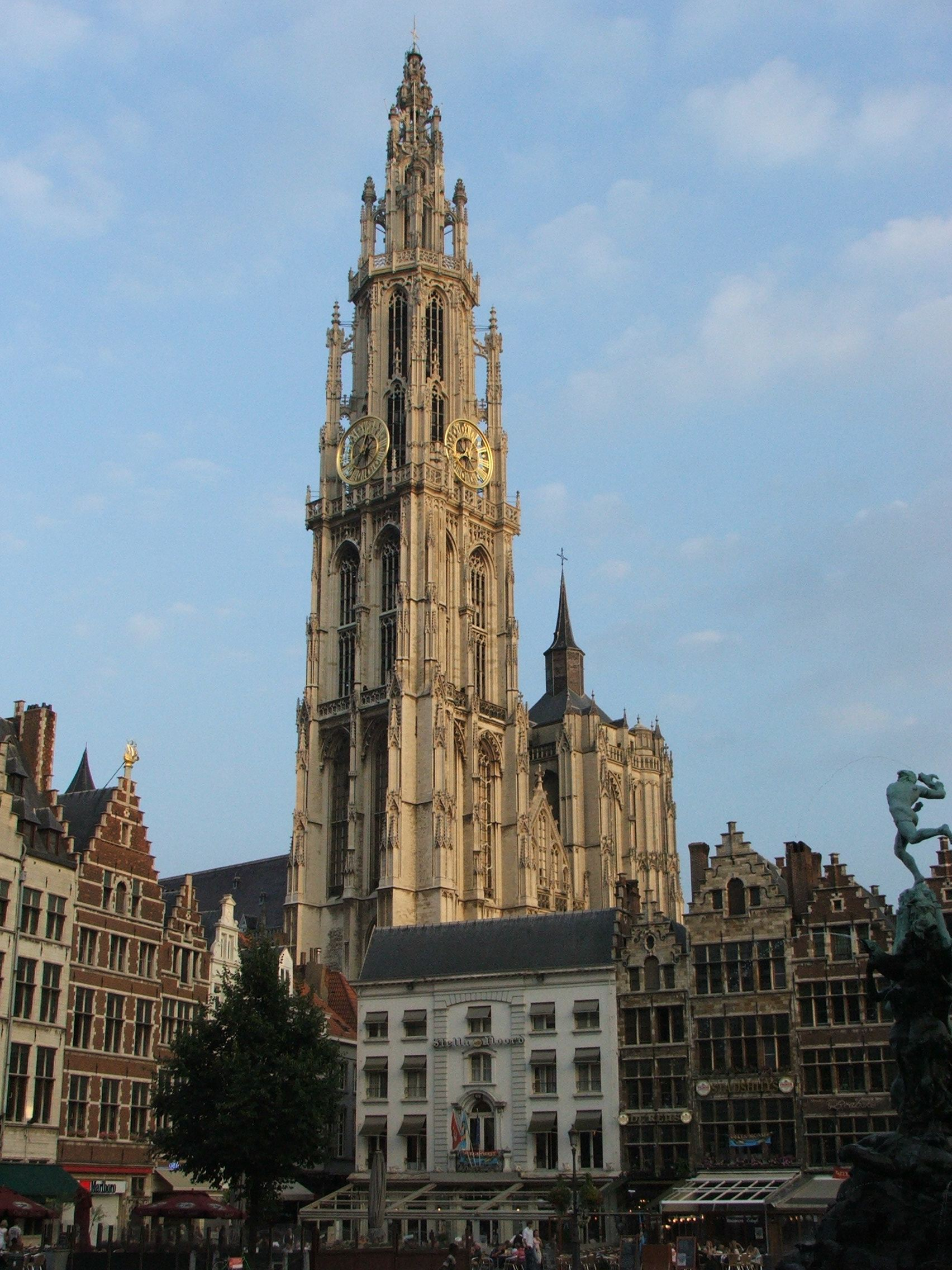
Північна башта
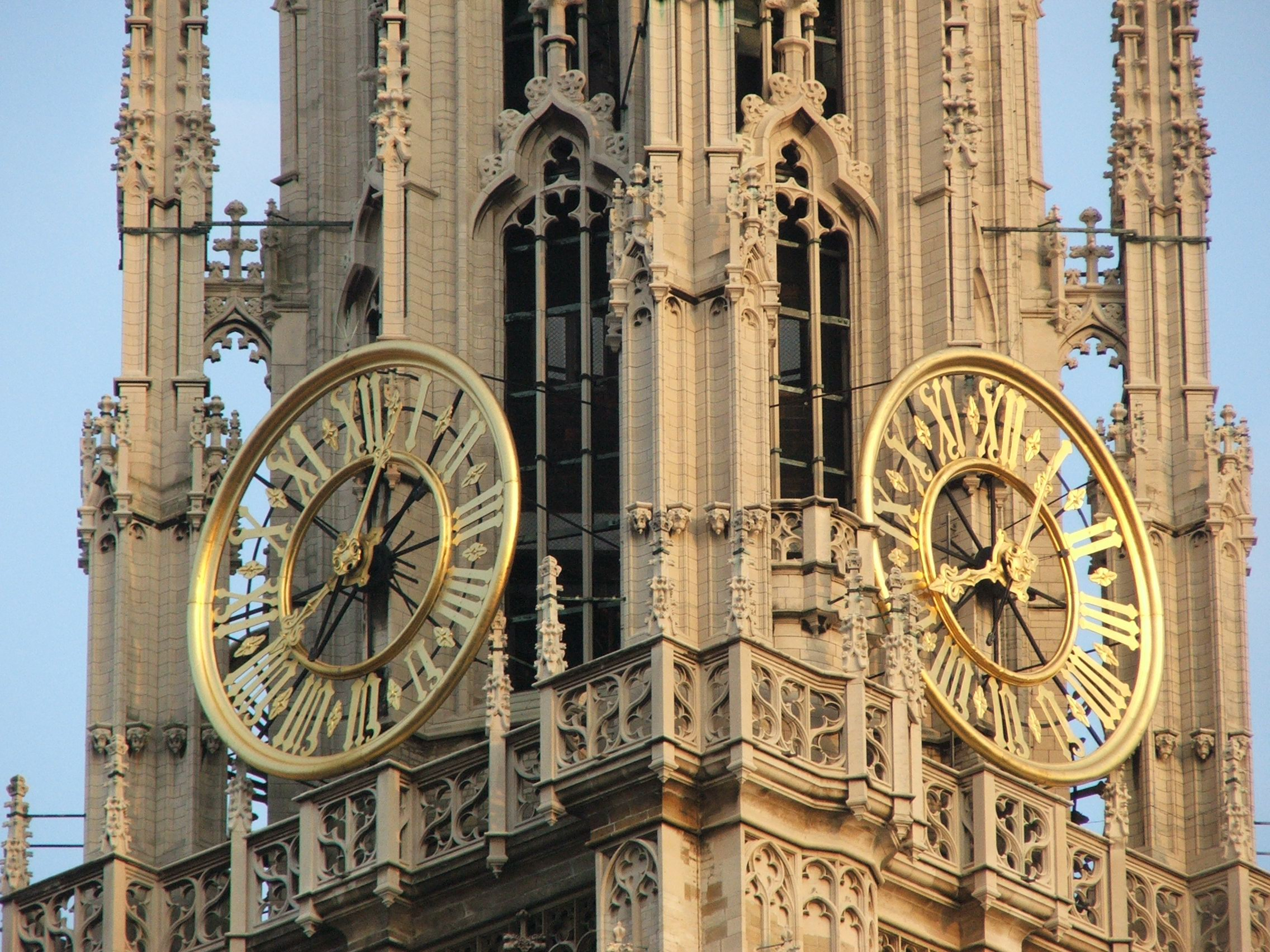
Годинник на башті
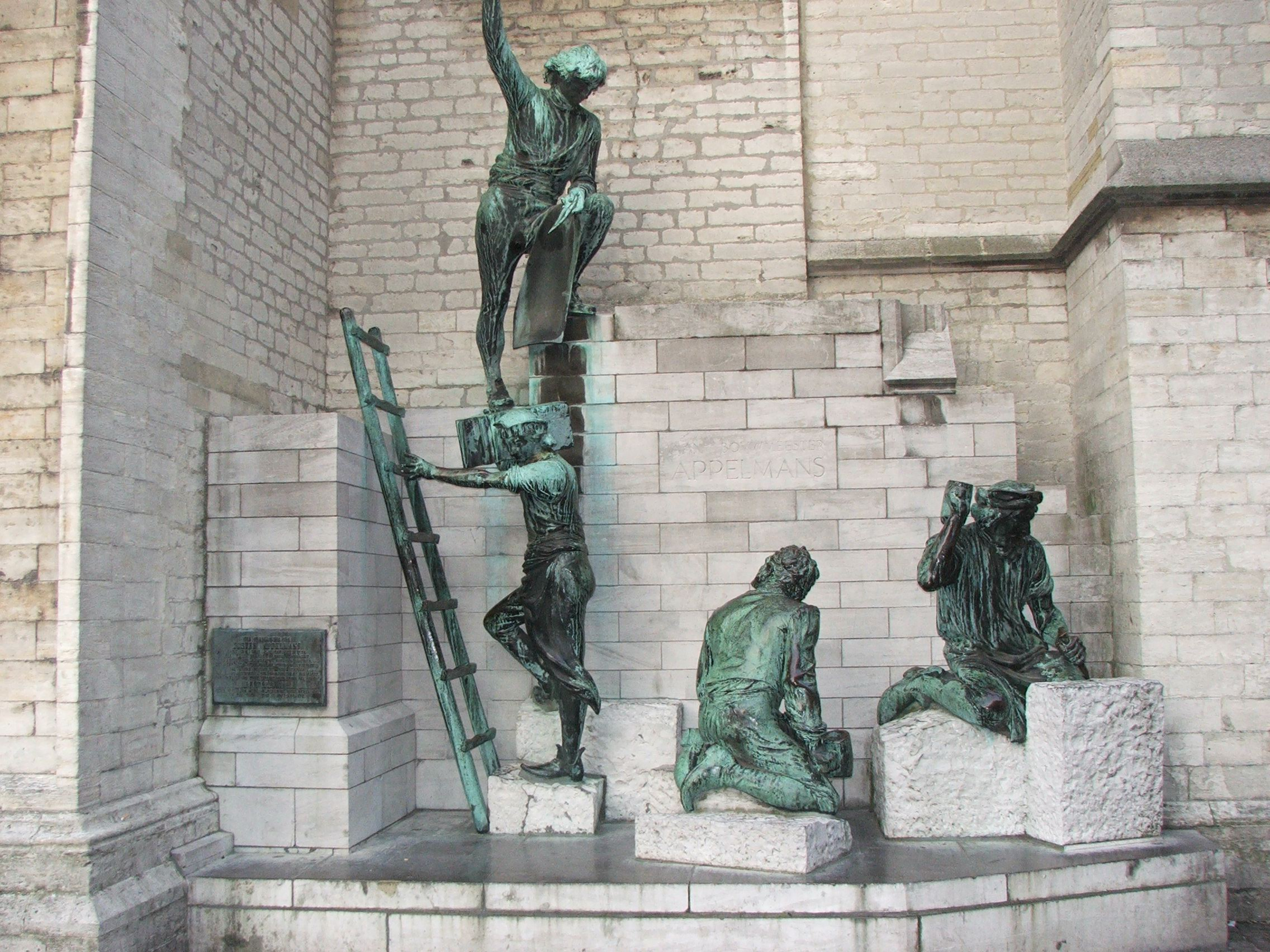
Група статуй біля підніжжя собору
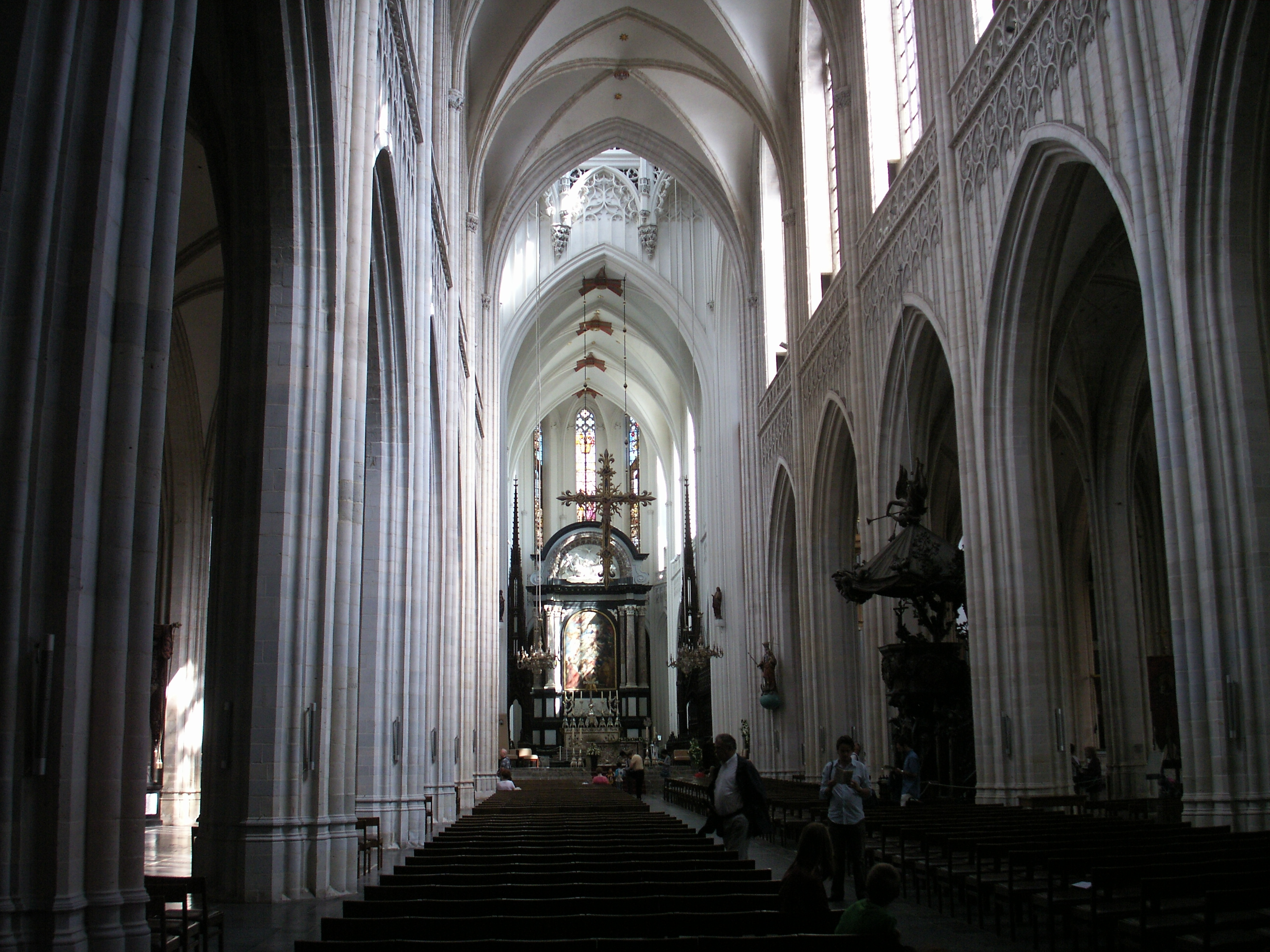
Інтер'єр Собору
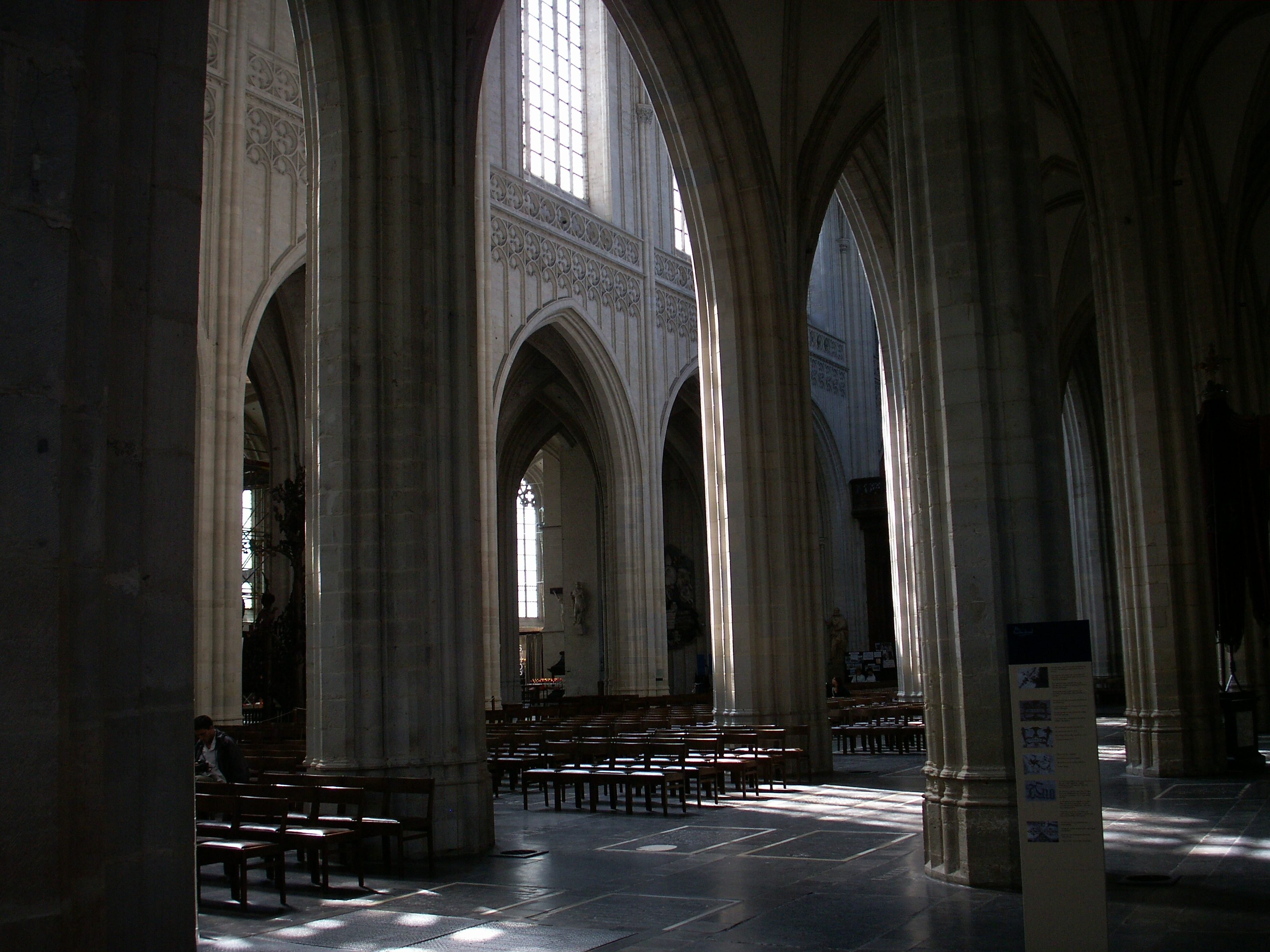
Головний неф з кластерними стовпами
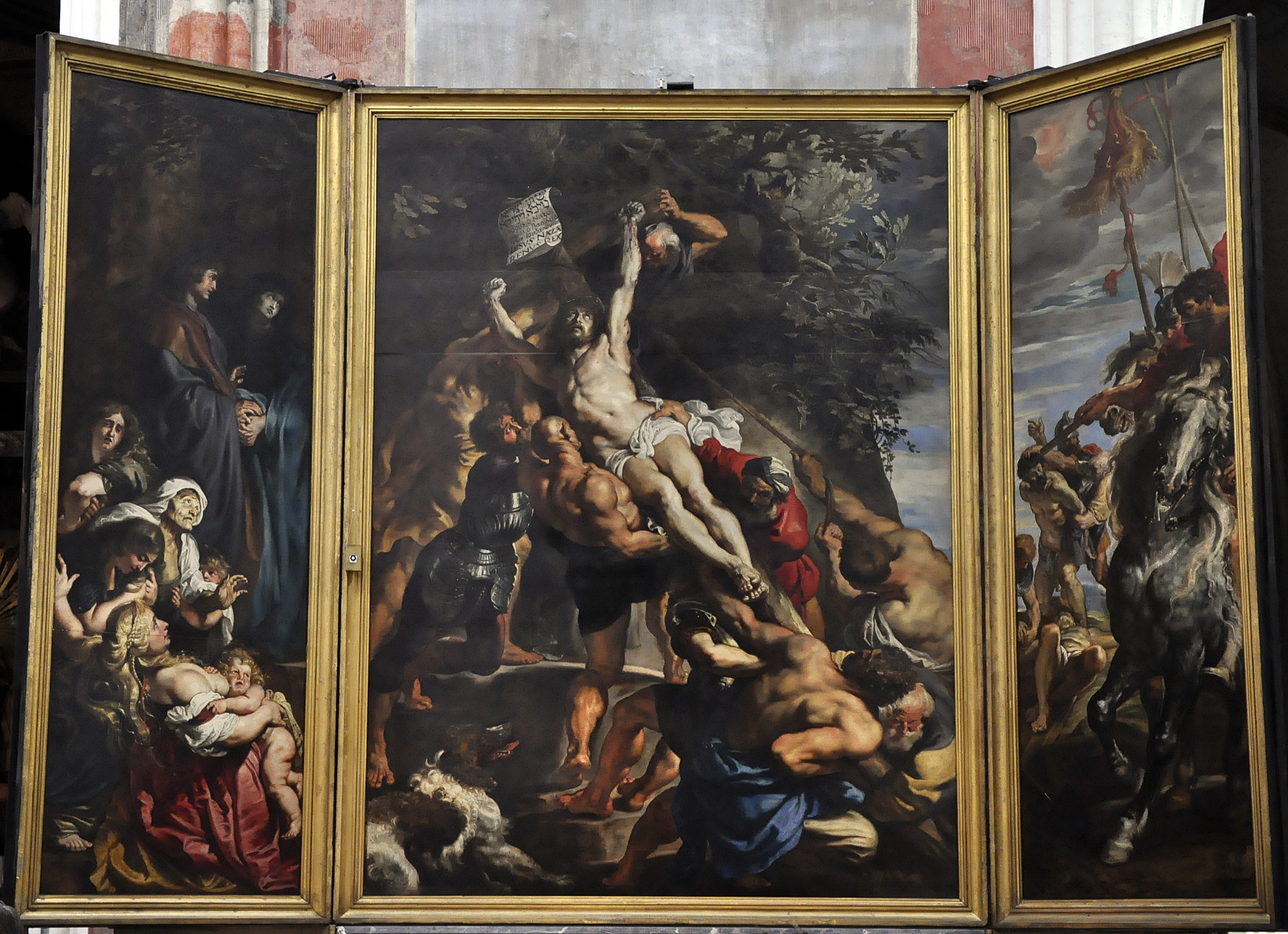
Триптих «Воздвиження Хреста Господнього», 1610, Рубенс
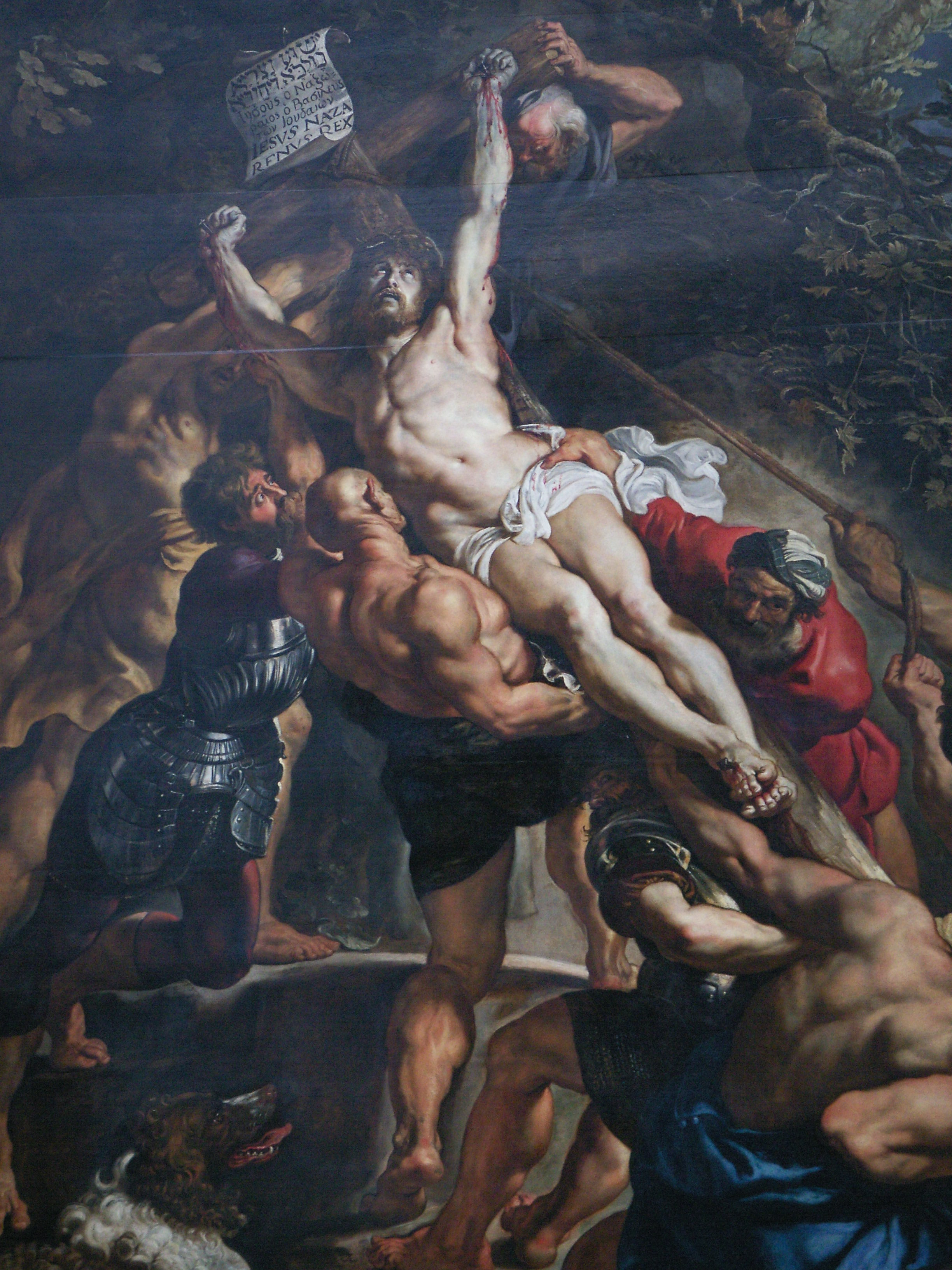
Триптих «Воздвиження Хреста Господнього» (Центральна панель)
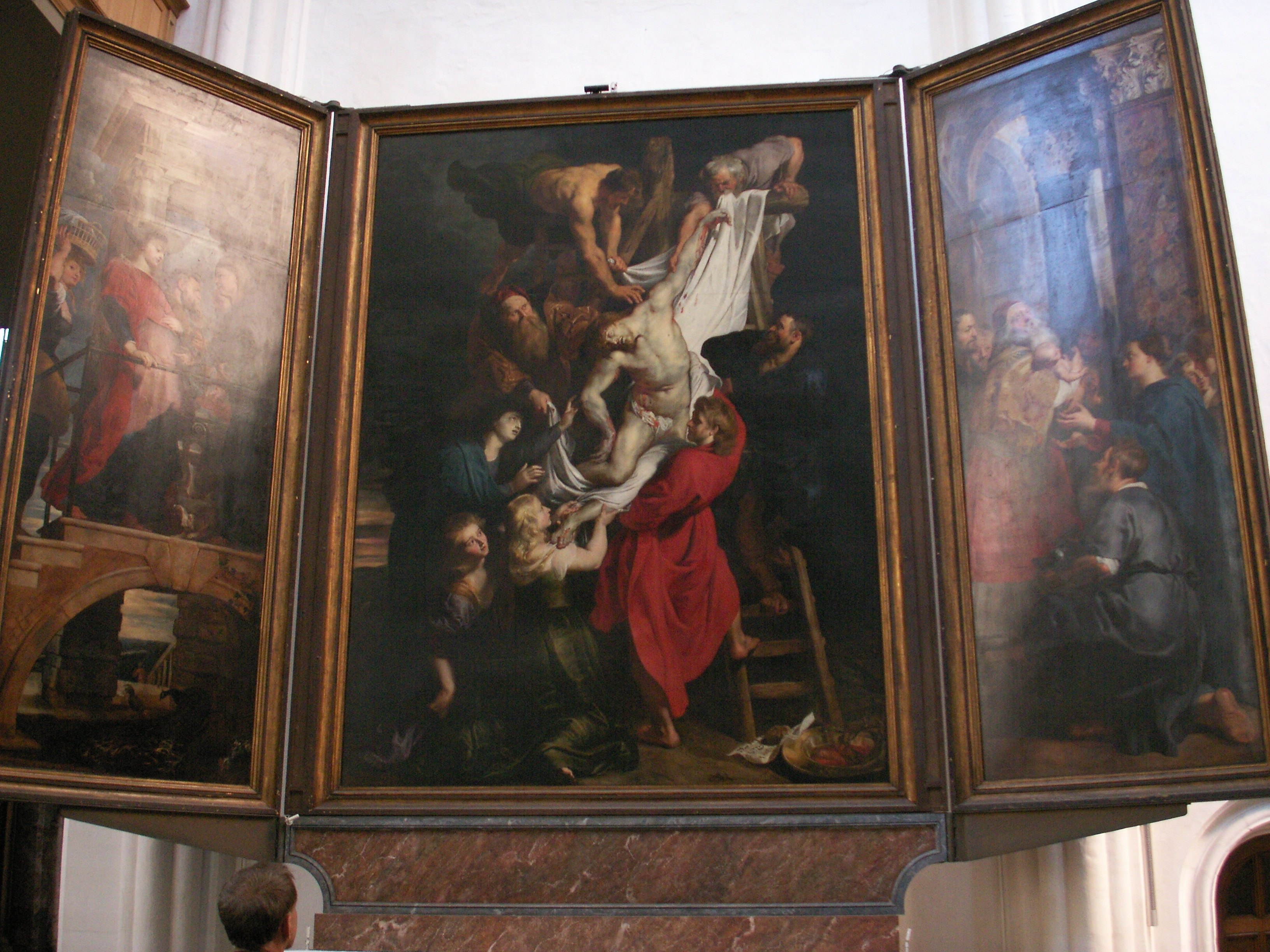
Триптих «Зняття з хреста», 1612-1614, (Рубенс)
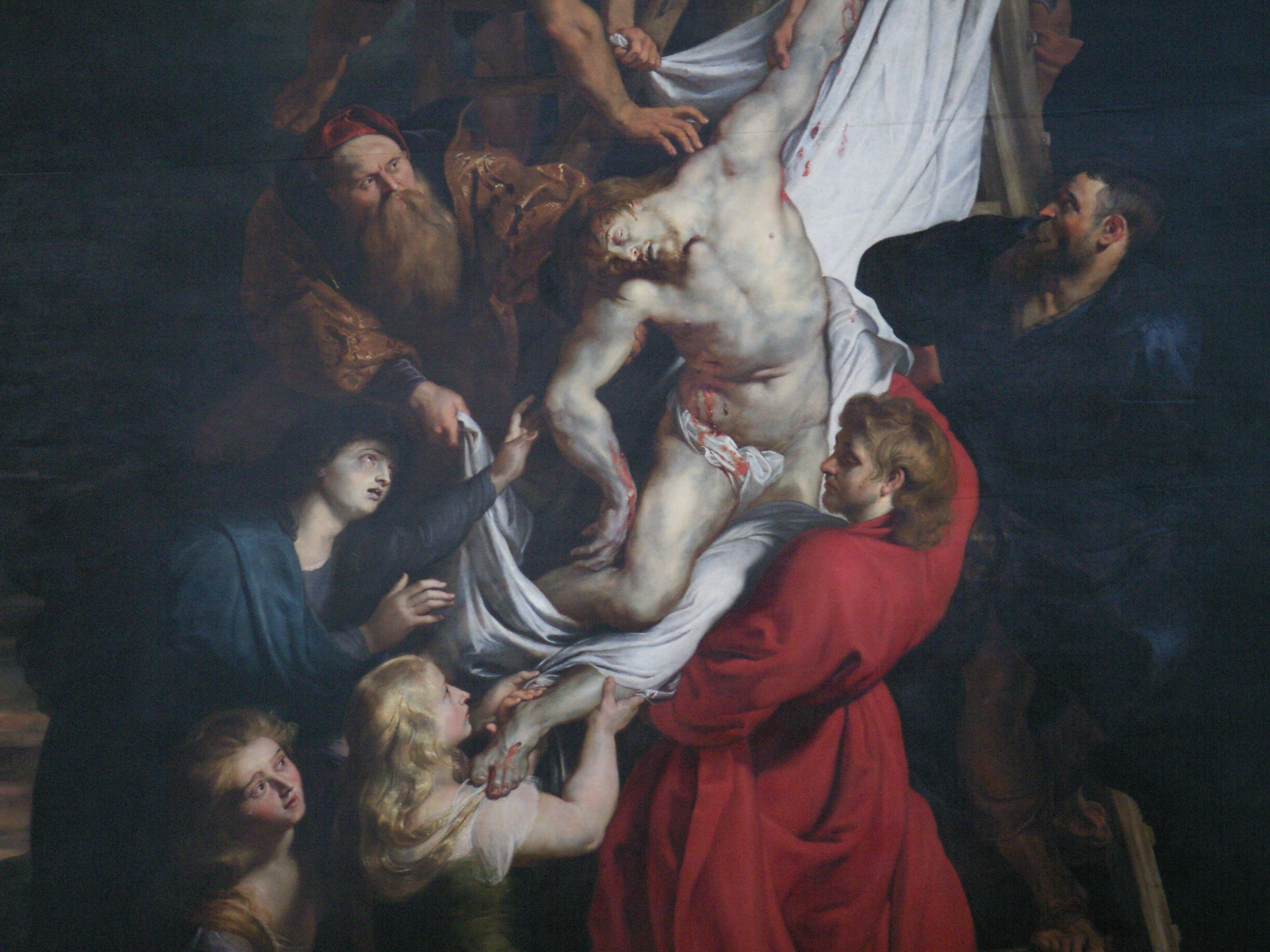
Триптих «Зняття з хреста» (Центральна панель)
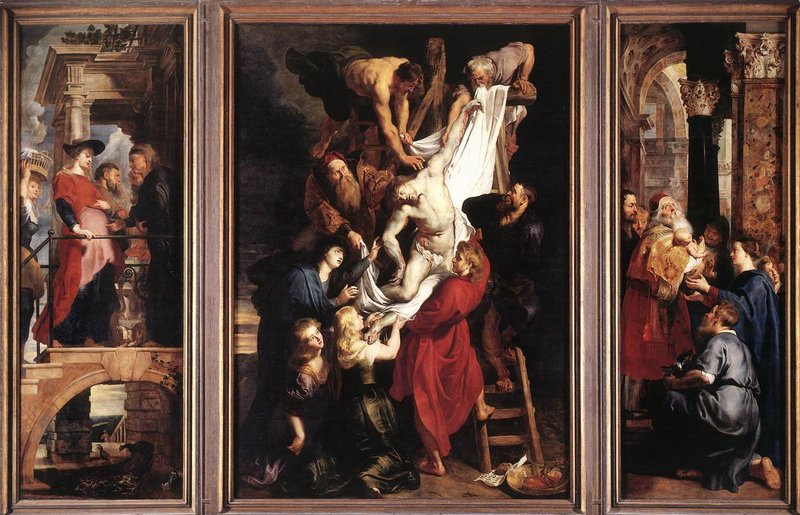
Триптих Зняття з хреста (Репродукція)
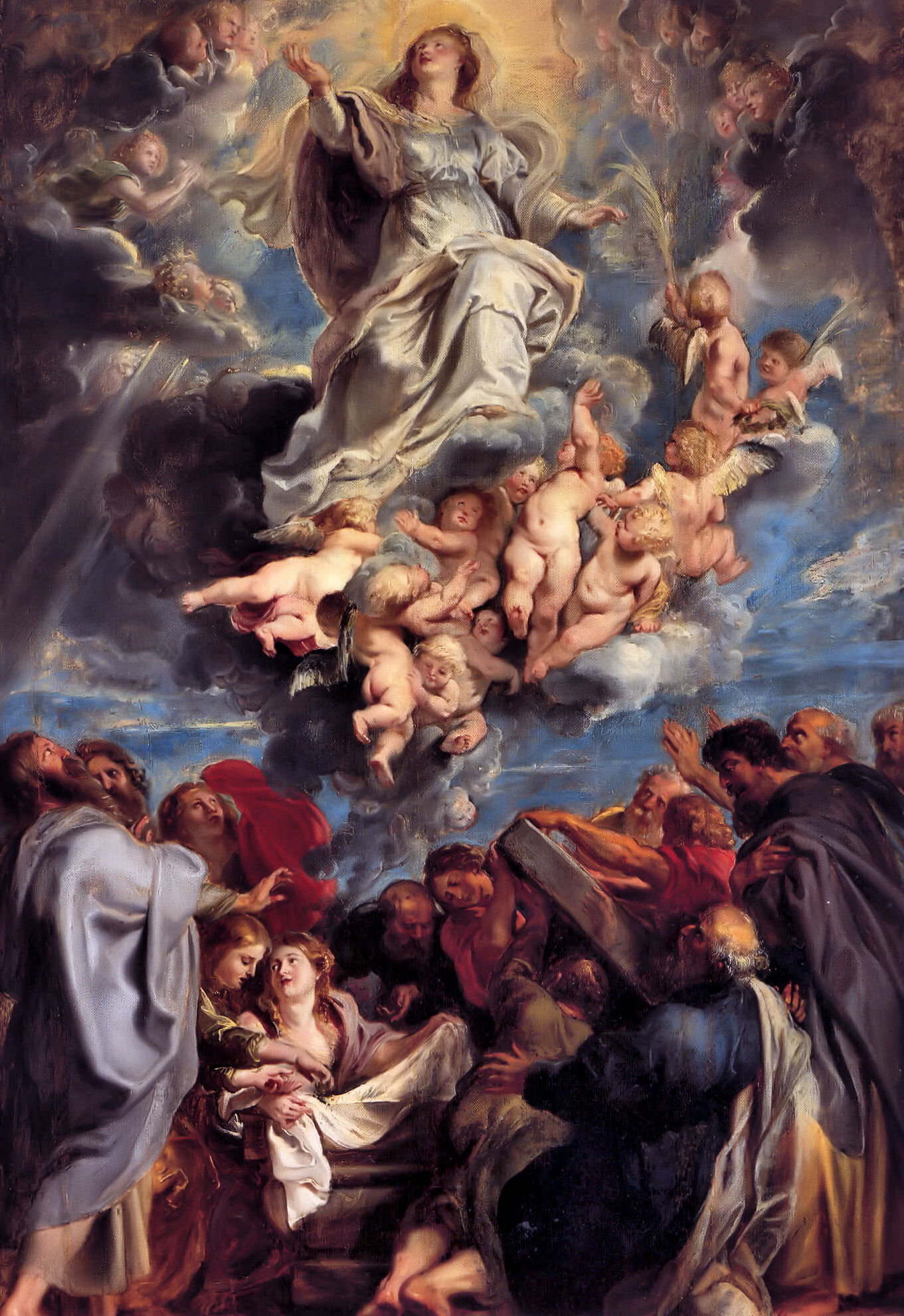
«Успіння Пресвятої Діви Марії», 1626, (Рубенс)
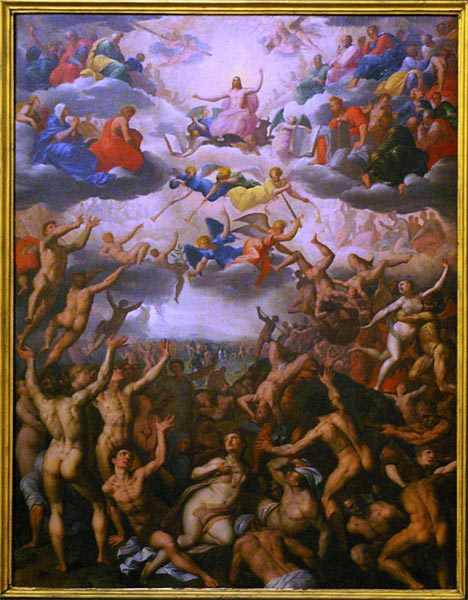
«Судний день», 1580, Якоб де Бакер